# Antonio Herrera Gutiérrez
Antonio Herrera Gutiérrez (Carora, 19 de marzo de 1910 - Maracaibo, 16 de marzo de 1969) fue un empresario venezolano, director de los Sandino BBC y los Diablos Rojos BBC en su ciudad natal. Posteriormente adquirió el equipo Cardenales de Lara, fundado en 1942. Participó en los campeonatos de béisbol de los años 1962-63 y 1963-64, cuando logró el título. 
El empresario caroreño Antonio Herrera Gutiérrez falleció en Maracaibo, estado Zulia, en un accidente de avión, a los pocos minutos del despegue, el DC-9, del Vuelo 742 de Viasa, con destino a Miami, EE.UU, en el Aeropuerto Grano de Oro, donde murieron 155 personas, entre la tripulación, los pasajeros y habitantes del lugar (La Trinidad y Ziruma), donde cayó la aeronave. En el vuelo estaban los beisbolistas Néstor Chávez y Carlos Alberto Santeliz (1948-69), caroreño, entre otros.
En el año (1991), el Estadio de Barquisimeto fue rebautizado como Estadio Antonio Herrera Gutiérrez; y en el (2015) fue incorporado al Salón de la Fama del Béisbol Venezolano.